# Goa Jatijajar
Goa Jatijajar är en grotta i Indonesien.   Den ligger i provinsen Jawa Tengah, i den västra delen av landet, 300 km sydost om huvudstaden Jakarta. Goa Jatijajar ligger 110 meter över havet.
Terrängen runt Goa Jatijajar är kuperad åt sydost, men åt nordväst är den platt. Närmaste större samhälle är Gombong, 11,9 km nordost om Goa Jatijajar. I omgivningarna runt Goa Jatijajar växer i huvudsak städsegrön lövskog.